# Thalassarachna southerni
Thalassarachna southerni är en kvalsterart som först beskrevs av Halbert 1915.  Thalassarachna southerni ingår i släktet Thalassarachna och familjen Halacaridae. Arten är reproducerande i Sverige. Inga underarter finns listade i Catalogue of Life.